# Hidekichi Miyazaki
Hidekichi Miyazaki (宮崎秀吉?, Miyazaki Hidekichi; Hamamatsu, 22 settembre 1910 – 23 gennaio 2019) è stato un atleta ultracentenario giapponese, soprannominato Golden Bolt, in riferimento all'atleta Usain Bolt. È stato il precedente detentore del record dei 100 m nella categoria 100M, con un tempo di 29"83, superato poi dai 26"99 coi quali Donald Pellmann corse all'età di 100 anni. Il 23 settembre 2015, il giorno dopo aver compiuto 105 anni, diventò la seconda persona a competere nella categoria 105 anni successivamente al polacco Stanisław Kowalski, il quale entrò il 28 giugno dello stesso anno.
Morì nel gennaio 2019 a 108 anni, per emorragia cerebrale.